# Thief Simulator
Thief Simulator (с англ. — «Симулятор вора») — компьютерная игра в жанре stealth-action с открытым миром, разработанная польской студией Noble Muffins и выпущенная для Windows 9 ноября 2018 года.
4 октября 2023 года вышел сиквел игры, названный Thief Simulator 2.

## Сюжет
Главный герой является помощником мафии, лидером которой является персонаж Ломбарди. Винни, как спутник, обучает и заставляет главного героя прибегнуть к обворовыванию различных домов. В конце истории Винни покушается на главного героя и взрывает его, но тот остаётся в живых. В более позднем обновлении игроку приходится собирать различные компоненты для создания взрывного устройства. После сбора всех комплектующих главный герой взрывает особняк Ломбарди и его самого.

## Отзывы
| Сводный рейтинг    | Сводный рейтинг |
| Агрегатор          | Оценка          |
| ------------------ | --------------- |
| OpenCritic         | 61/100          |
| Иноязычные издания |                 |
| Издание            | Оценка          |
| Jeuxvideo.com      | 13/20           |
| Nintendo Life      | [ 5 ]           |
| Game Reactor       | 6/10            |
| Screen Rant        | [ 7 ]           |

Игра получила смешанные отзывы критиков, согласно агрегатору рецензий OpenCritic и заняла первое место в списке самых продаваемых игр Steam в первые выходные.